# Ankerbroen
Ankerbroen (no: Ankerbrua) er en bro over Akerselven i Oslo, Norge. Den ligger i bydelen Grünerløkka. 
Den første bro her blev bygget i 1874. Det var en træbro. I 1926 blev denne erstattet af en ny bro i sten.
I 1937 fik broen fire bronzeskulpturer af den norske billedhugger Dyre Vaa, en i hvert hjørne. Disse har eventyrmotiver, og Ankerbroen kaldes derfor nogle gange «Eventyrbrua». Motiverne er fra norske folkeeventyr, blandt andre Peer Gynt.
I forbindelse med planerne om sanering af Grünerløkka i 1960'erne var Ankerbroen et af få bygningsværker, som man ville bevare.
Ankerbroen har navn efter Ankertorvet (Ankerløkken), som lå hvor Anker studentboliger nu ligger.